# Велика Севільська чума
Велика Севільська чума (ісп. Gran peste de Sevilla, англ. The Great Plague of Seville) — велика епідемія чуми, яка сталася упродовж 1647—1652 років у Севільї. Це була найбільша епідемічна криза, яку зазнала Севілья.

## Передумови
На відміну від епідемії чуми 1596—1602 років, яка забрала від 600 до 700 тисяч життів в Іспанії або трохи менше 8 % тодішнього населення і спочатку уразила Північну та Центральну Іспанію та Андалусію на півдні, Велика Севільська чума, яка могла виникнути в Алжирі, уразила спочатку середземноморську частину Іспанії. Прибережне місто Валенсія було першим містом, яке постраждало, втративши, за оцінками, 60 тисяч своїх мешканців, що становило 46 % тодішнього населення міста. Епідемія поширилася на решту Андалусії, Арагону та Мурсії.

## Перебіг епідемії
Тієї весни в Севільї випало надмірно багато дощів, що спричинило повені у багатьох районах міста, де довелося плавати на човнах. Залиті водою проспекти ускладнили постачання міста. Дефіцит продуктів призвів до різкого зростання цін на продовольство, і багато містян страждало від голоду.
Тисячі людей щодня втрачали життя, і хоча чума поширилася на все місто, епідемія досягла максимальної інтенсивності в найбідніших і найпереповненіших районах, таких як Тріана. Повідомляється, що на еспланаді біля лікарні Де ла Сангре (наразі на цьому місці будівля парламенту Андалусії) натовп зібрався в очікуванні лікарняного ліжка.
Поховання почали копати по всьому місту, щоб захоронити якнайшвидше велику кількість трупів. Це робилося в таких місцях, як околиці Пуерта-Реал, Баратілло, монастир Сан-Хасінто, Макарена, Осаріо та Прадо-де-Сан-Себастьян, де впродовж більше століття відбувався квітневий ярмарок.
Немає достовірних даних про кількість смертей. Вони різняться, у деяких джерелах досягаючи 200 тисяч людей. Наразі вважається, що найімовірнішою кількістю жертв є близько 60 тисяч, тобто приблизно половина від загальної кількості населення.
Епідемія стала дуже сильним ударом для міста. Ні кількість її населення, ні економіка не досягли доепідемічних значень впродовж наступного століття. Відомою жертвою епідемії став скульптор Хуан Мартінес Монтаньєс (Juan Martínez Montañés), який помер 18 червня 1649 року. За словами відомого історика XVII століття, іспанського дворянина Ортіса де Зуніги: «Двадцять шість тисяч сімсот хворих увійшли до лікарні де ла Сангре, з них двадцять дві тисячі дев'ятьсот померли, а одужання спіткало менше чотирьох тисяч. Із службовців міста понад вісімсот зникли безвісти. З лікарів залишився лише один із шести. З хірургів із дев'ятнадцяти, які працювали, троє залишились живими. З п'ятдесяти шести працівників лікарні залишилось двадцять два».
21 травня 1649 року було заборонено в'їзд до Мадриду людей і товарів із Севільї.
20 липня лікарню Тріана було закрито з хворими всередині, там загинуло понад 12 тисяч людей.
Наприкінці липня спостерігалося вже лише кілька поодиноких смертей.
Згідно з описами у хворих спостерігалися симптоми бубонної чуми, проте були поодинокі випадки септичного перебігу й розвитку легеневої форми чуми.